# Ermita de San Vicente (Catí)
La ermita de San Vicente de Catí (Alto Maestrazgo) es un edificio religioso que se empezó a construir en 1610, en el más alto de la Sierra de San Vicente perteneciente a la población de Catí. La obra se terminó en 1618 y la primera misa se celebró en 1620. Desde ella se observa una magnífica panorámica que abarca desde el pueblo de Chert hasta la ermita de Santa Bárbara de Tírig.

## Edificio
Presenta un aspecto sólido y austero para la construcción en mampostería y sólidos contrafuertes. El edificio tiene 20 m de largo y 7 de ancho. Tiene el escudo del cantero Pedro del Sol, tres pequeñas ventanas laterales al este y una frente el altar mayor, cerca de la puerta para poder ver bien la imagen del santo. El techo está construido a doble vertiente. Hay una casa para el ermitaño adosada a la pared derecha de la que solamente queda la fachada. El interior es de una sola nave, de planta rectangular. El espacio queda dividido en tres tramos por dos arcos de trazado ligeramente apuntados que arrancan del mismo muro. En la cabecera se sitúa la capilla mayor.